# يوري سينا
يوري سينا (بالبرتغالية: Yuri Sena) هو لاعب كرة قدم برازيلي، ولد في 3 يناير 2001.

## وصلات خارجية
- يوري سينا على موقع قاعدة بيانات كرة القدم.إي يو (الإنجليزية)
- يوري سينا على موقع Soccerway.com (الإنجليزية)